# Marni Djurhuus
Marni Djurhuus (Eiði, 6 settembre 1985) è un ex calciatore faroese, di ruolo centrocampista.

## Carriera

### Club
Ha esordito in Formuladeildin, la massima lega calcistica delle Fær Øer, con l'EB/Streymur il 9 settembre 2001.

### Nazionale
Djurhuus indossa per la prima volta la maglia della nazionale il 7 ottobre 2006, nella partita contro la Lituania.

## Palmarès

### Club

#### Competizioni nazionali
- Campionato faroese: 1

EB/Streymur: 2008
- Coppa delle Isole Fær Øer: 4

EB/Streymur: 2007, 2008, 2010, 2011